# Józef Horyd

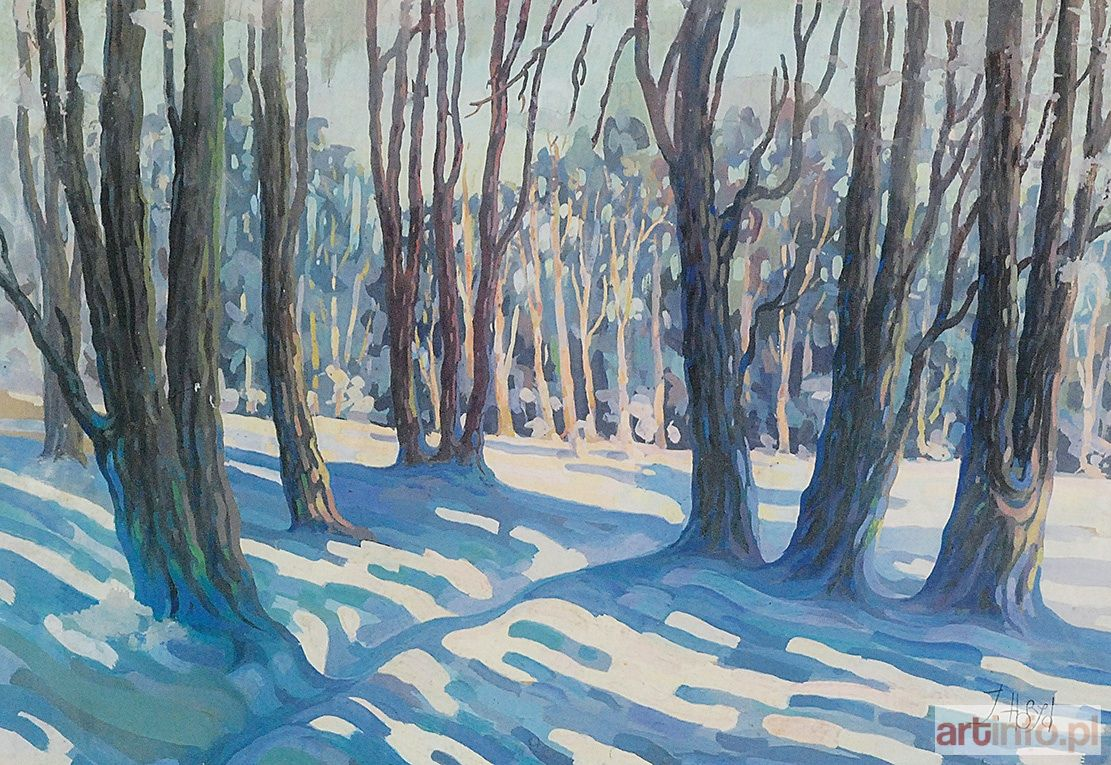
Pejzaż zimowy

Józef Horyd (ur. 27 lipca 1896 w Odessie, zm. 1 września 1939 pod Dęblinem) – białoruski i polski malarz okresu międzywojennego. Tworzył obrazy olejne, witraże i freski. Studiował na Uniwersytecie Wileńskim u Ferdynanda Ruszczyca i Ludomira Śleńdzińskiego.
Rozpoczął studia w 1923 roku na Wydziale Sztuk Pięknych Uniwersytetu Stefana Batorego w Wilnie. Należał do Wileńskiego Towarzystwa Artystów Plastyków. Miał wystawy zbiorowe i indywidualne w Warszawie, Druskiennikach i Wilnie. Współpracował z Krakowskim Zakładem Witrażów S. G. Żeleński. Namalował freski w siedzibie Izby Przemysłowo-Handlowej w Wilnie. Znane były jego witraże dla kasyna oficerskiego w Wilnie.. Pracował również dla białoruskich wydań, a także współpracował z białoruskimi działaczami.
Ilustrował Chronologję dziejów nowożytnych (1492-1929) Józefa Romanowskiego (Wilno 1929).
W 1931 roku opracował katalog Malarstwo, rysunek, grafika. Zginął pod Dęblinem w 1939 roku. Pochowany na miejscowym cmentarzu parafialnym.